# جيمي ستيري
جيمي ستيري (بالإنجليزية: Jamie Sterry)‏ (مواليد 21 نوفمبر 1995) هو لاعب كرة قدم إنجليزي يلعب كظهير أيمن لصالح نادي نيوكاسل يونايتد.

## روابط خارجية
- جيمي ستيري على موقع قاعدة بيانات كرة القدم.إي يو (الإنجليزية)
- جيمي ستيري على موقع Soccerbase.com (لاعب) (الإنجليزية)
- جيمي ستيري على موقع Soccerway.com (الإنجليزية)
- جيمي ستيري على موقع عالم كرة القدم.نت (الإنجليزية)
- جيمي ستيري على موقع AS.com (الإسبانية)